# ماريا كونشيتا ألونسو
ماريا كونشيتا ألونسو (بالإسبانية: María Concha Alonso)‏ ، من مواليد 29 يونيو 1957م، وهي ممثلة ومغنية فنزولية من أصل كوبية، شاركت في عدة أفلام سينمائية، ومنها فيلم بريداتور 2.

## وصلة خارجية
- ماريا كونشيتا ألونسو على موقع IMDb (الإنجليزية)
- ماريا كونشيتا ألونسو على موقع ألو سيني (الفرنسية)
- ماريا كونشيتا ألونسو على موقع ميوزك برينز (الإنجليزية)
- ماريا كونشيتا ألونسو على موقع تيرنر كلاسيك موفيز (الإنجليزية)
- ماريا كونشيتا ألونسو على موقع أول موفي (الإنجليزية)
- ماريا كونشيتا ألونسو على موقع قاعدة بيانات برودواي على الإنترنت (الإنجليزية)
- ماريا كونشيتا ألونسو على موقع قاعدة بيانات الأفلام السويدية (السويدية)
- ماريا كونشيتا ألونسو على موقع إن إن دي بي (الإنجليزية)
- ماريا كونشيتا ألونسو على موقع ديسكوغز (الإنجليزية)
- ماريا كونشيتا ألونسو على موقع قاعدة بيانات الفيلم (الإنجليزية)